# مارتن موفات
مارتن موفات (بالإنجليزية: Martin Moffat)‏ هو عسكري أيرلندي، ولد في 15 أبريل 1882 في مقاطعة سليجو في جمهورية أيرلندا، وتوفي بنفس المكان في 5 يناير 1946 بسبب غرق.